# Grenat de fer et d'yttrium
Le grenat de fer et d'yttrium, ou YIG pour Yttrium Iron Garnet, est un composé chimique de formule Y3Fe2(FeO4)3, c'est-à-dire Y3Fe5O12. Il est également connu sous les noms de grenat de ferrite et d'yttrium, d'oxyde de fer et d'yttrium et d'oxyde d'yttrium et de fer, ces deux dernières appellations étant généralement associées aux formes pulvérulentes. C'est un grenat de synthèse qui n'a pas été observé dans le milieu naturel. Il s'agit d'un isolant ferrimagnétique ayant une température de Curie de 286,85 °C.
Dans le YIG, les cinq ions ferriques Fe3+ occupent deux sites octaédriques et trois sites tétraédriques, tandis que les ions d'yttrium Y3+ sont coordonnés à huit atomes d'oxygène. Les ions ferriques des deux sites de coordination présentent des spins différents, d'où leurs propriétés magnétiques. Il possible d'obtenir des matériaux aux propriétés magnétiques intéressantes en substituants certains atomes de la structure avec des terres rares.
Le YIG présente une constante de Verdet élevée responsable de l'effet Faraday, un facteur de qualité élevé dans le domaine des micro-ondes, une faible absorption des infrarouges dans les longueurs d'onde allant jusqu'à 1,2 μm et une raie spectrale très fine par résonance paramagnétique électronique. Ces propriétés sont utiles aux applications d'imagerie magnéto-optique (IMO) en supraconducteurs.
Le YIG est utilisé pour des applications micro-ondes, acoustiques et magnéto-optiques, comme les filtres à YIG (en) et les transmetteurs et transducteurs acoustiques. Il est transparent dans le spectre visible au-delà de 600 nm. Il trouve également des applications pour les rotateur de Faraday de lasers à l'état solide, dans le stockage d'information et dans diverses applications d'optique non linéaire.